# Kompaktní fotoaparát

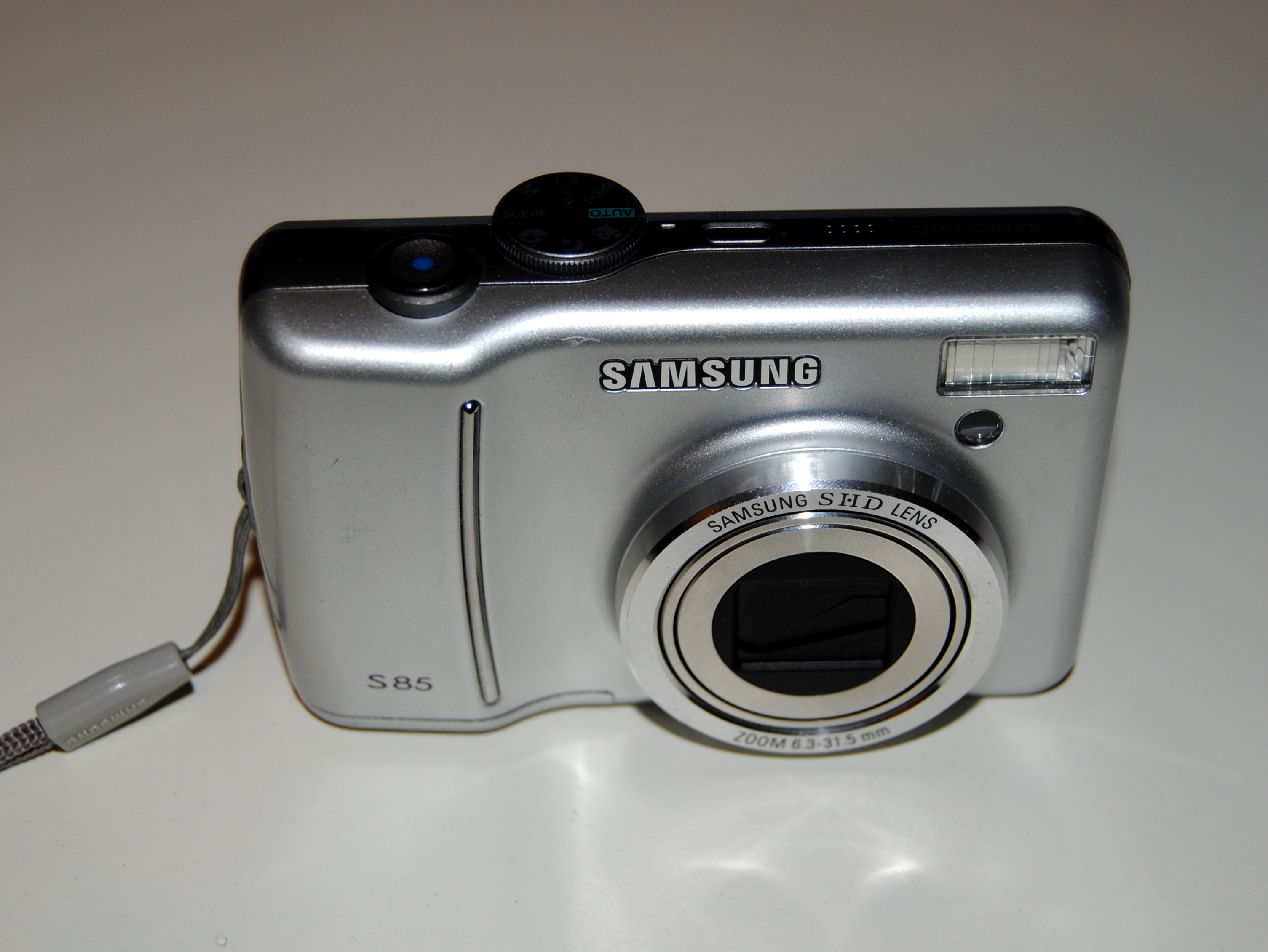
Kompaktní fotoaparát Samsung S85

Kompaktní fotoaparát, hovorově „kompakt“ je fotoaparát malých rozměrů pro jednoduché použití. 
Starší kompaktní fotoaparáty pro 35 mm filmy s hledáčkem byly postupně nahrazeny digitálními fotoaparáty. Typický moderní kompaktní fotoaparát je digitální, s displejem, používá nevýměnný objektiv s automatickým ostřením (případně bez ostření), má automatický systém nastavení expozice a vestavěný blesk.

## Vlastnosti

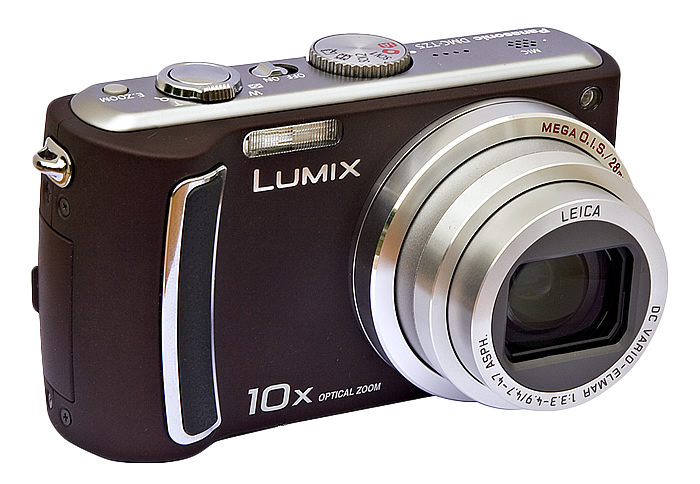
Kompaktní fotoaparát z kategorie ultrazoom Panasonic Lumix DMC-TZ5

U kompaktů se nevyskytují zrcadla. U analogových byl ještě hledáček, který však hleděl rovnou do fotografované scény a jen orientačně ukazoval skutečnou velikost výsledného snímku. Digitální kompakty hledáček postrádají a v reálném čase zobrazují výslednou fotografii na displeji.
Fotoaparát je většinou napájen li-ion baterií, nebo výjimečně AA bateriemi. Disponuje elektronicky ovládaným optickým zoomem (od 3× až 5×), tzv. ultrazoomy mají zoom až 25×. Vybaven je také LCD displejem (většinou AMOLED), který zobrazuje právě snímanou scénu a nebo umožňuje zobrazovat nasnímané fotografie z paměti. O snímání se stará CCD čip, v současnosti jej však vytlačuje BSI CMOS čip. Snímky jsou uloženy v interní flash paměti, nebo častěji na paměťové kartě (SD, xD, …). Vše je ovládáno elektronicky, uživatel mačká tlačítka.

### Výhody
- Malé rozměry fotoaparátu
- Skladnost
- Jednoduché použití
- Cenová dostupnost
- Větší výdrž baterie než u zrcadlovky

### Nevýhody
- Fotografie nejsou tak kvalitní jako ze zrcadlovek
- Nelze manuálně ostřit a zoomovat
- Pomalejší zpracování snímku
- Malý rozsah clony